# Астраханские татары
Астраханские татары (тат. әстерхан татарлары) — этнографическая группа татар, сформировавшаяся на территории современной Астраханской области.
Татары Астрахани являются третьей по величине этнической группой в области, составляя порядка 7 % её населения (свыше 60 000 человек на 2010 год). Делятся на подгруппы алабугатских, булгаринских, кундровских, юртовских татар и карагашей. Исторически сформировались на территории средневекового Астраханского ханства.

## История
В формировании астраханских татар приняли участия приазовские булгары, половцы, хазары. Эти народы смогли консолидироваться в составе Золотой Орды. В 1460 Астраханское ханство отделилось от Большой Орды. В XV—XVII веках астраханские татары, населявшие Астраханское ханство (1459—1556), частично Ногайскую Орду и отдельные ногайские княжества (Большие и Малые Ногаи и другие), испытали воздействие ногайцев.
В XVII веке усилилось этническое взаимодействие и смешение астраханских татар с поволжскими татарами.
После вхождения в состав России астраханские татары в качестве иррегулярной кавалерии участвовали в ряде войн России, в том числе в Северной войне.

## Культура

### XX век
До 1917 года Астрахань — один из крупных центров татарской культурной и общественной жизни. Татары проживали в Казанской татарской слободе. С 1892 года функционировало медресе «Низамия».
Выходили газеты «Азат халык» (1917—1919), «Ирек» (1917), «Ислах» (1907), «Тартыш» (1917—1919), «Идель» (1907—1914; возобновилась с 1991). Издавались журналы «Азат ханым» (1917—1918), «Магариф» (1909), «Туп» (1907) и др.
С 1907 года работает народный театр «Астраханский татарский драматический театр». В 1919 году организована «Астраханская татарская театральная студия».

### Настоящее время
В настоящее время в Астраханской области действует общество татарской национальной культуры «Дуслык» и Региональная общественная организация «Ассоциация развития и сохранения культуры татар Астраханской области» (основана в 2012 году по инициативе руководителей различных учреждений и глав муниципалитетов, находящихся на территории Приволжского района), татарский молодёжный центр «Умид» (основан в 1989 году).
Параллельно работает «Центр сохранения и развития татарской культуры» при некоммерческом партнёрстве Татарский деловой центр (НП ТДЦ)

## Данные переписей

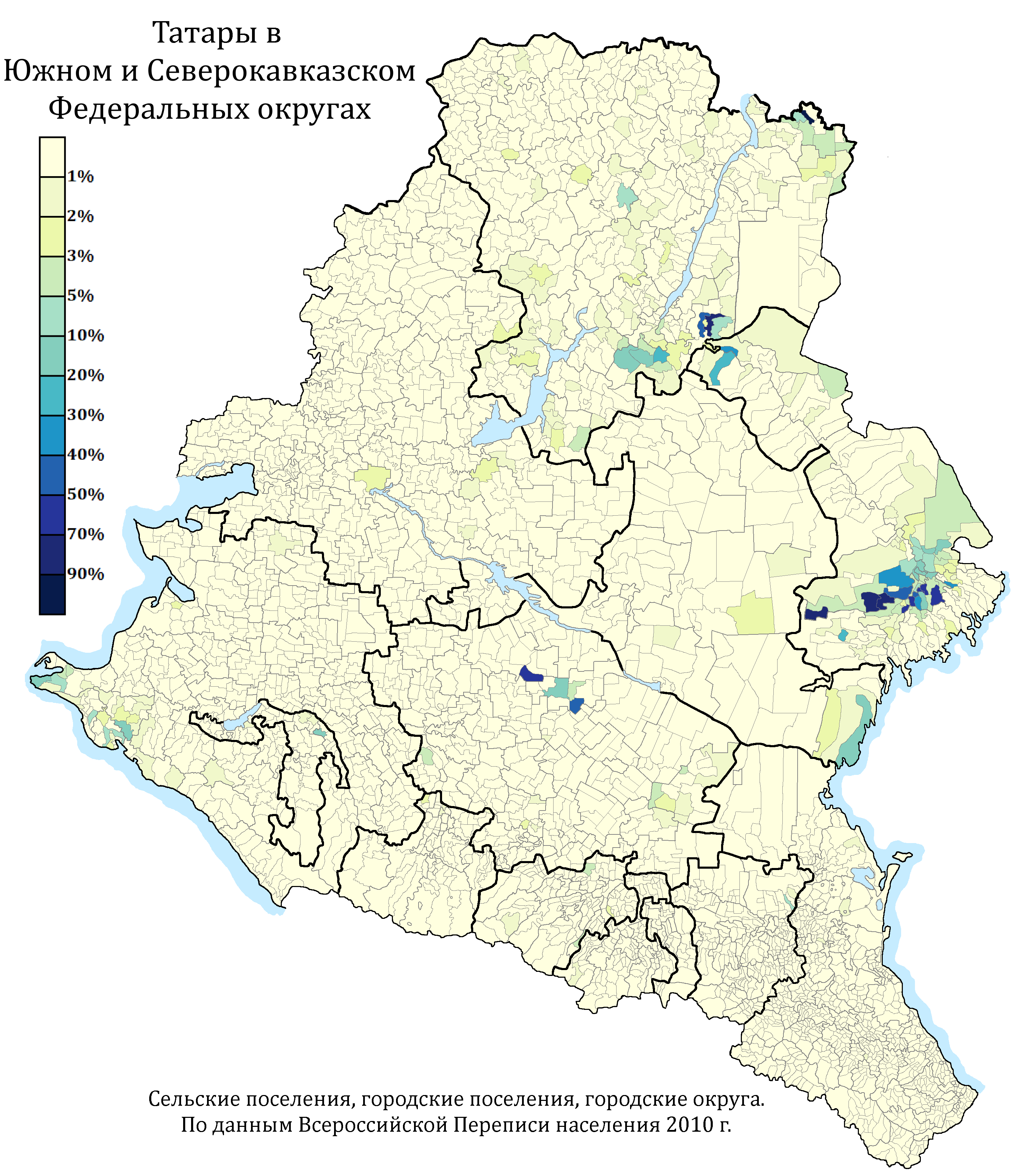
Расселение татар в ЮФО и СКФО по городским и сельским поселениям в %, перепись 2010 года.

Татары являются третьей по величине этнической группой в Астраханской области, составляя порядка 7 % её населения. Хотя некоторые татары переселились в область с Верхней Волги уже после падения Астраханского ханства (орды), данные переписей позволяют судить о приблизительном размере астраханской татарской общины:
- 2002 год, перепись: 70 590 (7,0 %)[12]
- 2010 год, перепись: 60 523 (6,6 %)[13]

## Расселение
Согласно Карте народов Астраханской области татарское население преобладает в двадцати сельских населённых пунктах на территории региона (прежде всего в Приволжском и Наримановском районах), крупнейшие из которых — Старокучергановка, Солянка, Осыпной Бугор, Карагали, Три Протока, Татарская Башмаковка, Килинчи, Биштюбинка.

## Этногенез и этническая история
В процессе консолидации астраханских татар определяющую роль сыграли Золотая Орда и образовавшиеся после её распада Астраханское ханство и Ногайская Орда. Большое влияние на этнокультурное развитие астраханских татар оказали волго-уральские татары, переселившиеся в XVII — начале XX веков в Астраханскую губернию.